# Associazione Sportiva Siracusa 1964-1965
Questa voce raccoglie le informazioni riguardanti l'Associazione Sportiva Siracusa nelle competizioni ufficiali della stagione 1964-1965.

## Rosa
| N. |                    | Ruolo | Calciatore               |
| -- | ------------------ | ----- | ------------------------ |
|    | Italia (bandiera)  | D     | Enrico Alberti           |
|    | Italia (bandiera)  | C     | Salvatore Alicata        |
|    | Uruguay (bandiera) | C     | Washington Cacciavillani |
|    | Italia (bandiera)  | C     | Enrico Casini            |
|    | Italia (bandiera)  | D     | Luciano Cerutti          |
|    | Italia (bandiera)  | C     | Antonino Cilio           |
|    | Italia (bandiera)  |       | Consoli                  |
|    | Italia (bandiera)  | C     | Pasquale Corvino         |
|    | Italia (bandiera)  | D     | Vittorio Drago           |
|    | Italia (bandiera)  | C     | Mario Erna               |
|    | Italia (bandiera)  |       | Giocosa                  |

| N. |                   | Ruolo | Calciatore             |
| -- | ----------------- | ----- | ---------------------- |
|    | Italia (bandiera) |       | Giolino                |
|    | Italia (bandiera) | A     | Giovanni Guardavaccaro |
|    | Italia (bandiera) | D     | Guglielmo Magazzù      |
|    | Italia (bandiera) | A     | Alfio Paoloni          |
|    | Italia (bandiera) | P     | Lino Ratto             |
|    | Italia (bandiera) |       | Rosano                 |
|    | Italia (bandiera) | C     | Aldo Smeriglio         |
|    | Italia (bandiera) | P     | Roberto Tancredi       |
|    | Italia (bandiera) | C     | Vitaliano Temellin     |
|    | Italia (bandiera) | A     | Rocco Testa            |
|    | Italia (bandiera) | C     | Gianni Tibaldo         |